# 拿命.COM
《拿命.COM》（英語：FeardotCom）是一部2002年的恐怖電影，由威廉·馬龍執導，斯蒂芬·多爾夫、娜塔莎·麥克洪和斯蒂芬·瑞主演。影片讲述了紐約市一名偵探調查與一個令人不安的網站有關的一系列神秘死亡事件。《拿命.COM》由美國、盧森堡、德國和英國合拍，在盧森堡和加拿大蒙特利尔取景拍攝，是繼1999年《猛鬼屋》上映後馬龍導演為华纳兄弟製作的第二部長片。
《拿命.COM》於2002年8月30日在美國發行，收到了壓倒性的負面評論。《拿命.COM》也是在影院评分觀眾投票中獲得“F”評級的22部電影之一。本片的預算為4000萬美元，全球票房收入為1890萬美元。

## 剧情
迈克·赖利是一名纽约市警察局的侦探，他被叫到地铁系统中的一个神秘死亡现场。受害者波利多里表现出眼睛和其他部位的出血，从他脸上凝固的表情来看，在被列车撞倒之前似乎看到了一些可怕的东西。卫生部研究员特里·休斯顿也对这一发现感到好奇，特别是又有几个受害者出现了相同的症状。
当传染性病毒被排除后，特里和迈克联手发现了可能杀死这些人的原因。起初，他们无法找到任何东西将这些人的死亡联系在一起；在进一步挖掘线索后，他们最终发现，所有受害者的电脑在他们去世前不久都崩溃了。他们把每个受害者的硬盘送到迈克的朋友丹尼丝·斯通那里，她是一名法医专家。
丹尼丝发现，所有受害者都访问过一个名为Feardotcom.com的网站，里面都是偷窥式的酷刑谋杀。在自己看了该网站后，丹尼丝受到了各种酷刑的景象和声音的影响，最终使她发疯，导致她从公寓的窗户坠落而死。
迈克感到内疚，认为他不应该让丹尼丝卷入这个案子。特里发现，访问该网站的人都在48小时后死亡，而且都是死于他们生活中最害怕的东西。尽管知道事情的危险性，她和迈克还是访问了网站，以弄清发生了什么。
他们开始像之前的死者一样经历妄想症和幻觉，包括一个年轻女孩和她的气球，他们与时间赛跑，以弄清这一切是否与一个极其邪恶的连环杀手阿利斯泰尔·普拉特有任何联系，他多年来一直在躲避迈克和联邦调查局。
据透露，Feardotcom实际上是普拉特的第一批受害者之一制作的鬼魂网站，她正在寻求报复，因为人们观看她被折磨和谋杀。她被普拉特折磨了48个小时，才求他杀了她，这就解释了为什么受害者有48小时的生命。迈克和特里追踪到普拉特，并从网站上释放了被害女孩的灵魂，从而杀死了普拉特。然而，迈克也被普拉特杀死。
结尾，特里和她的猫一起躺在床上。电话响了，但她没有听到任何人的声音，只有网上的杂音。她挂断电话，抱着猫。